# هوگالپاتی
هوگالپاتی (به لاتین: Hogalpati) یک منطقهٔ مسکونی در بنگلادش است که در ناحیه برگونه واقع شده‌است.